# Ministère de l'Administration locale
Le ministère de l'Administration locale (arabe : وزارة الإدارة المحلية) est le département ministériel du gouvernement yéménite chargé de veiller au bon fonctionnement des administrations locales dans le pays.

## Liste des ministres
| Début            | Fin      | Ministre             | Gouvernement                          |
| ---------------- | -------- | -------------------- | ------------------------------------- |
| 17 décembre 2020 | En poste | Hussein Abdul Rahman | Gouvernement Maïn Abdelmalek Saïd (2) |